# Efecto Romeo y Julieta
Se denomina efecto Romeo y Julieta a las circunstancias en las que la oposición parental a una relación intensifica los sentimientos románticos de aquellos en la relación. El efecto toma su nombre de la relación entre los protagonistas del melodrama Romeo y Julieta, de William Shakespeare, cuyas familias se oponían a su unión. El término fue acuñado por Richard Driscoll, quien fue el primer autor de un artículo de investigación que sugiere que había una base real para el efecto.

## Historia
Una revisión temprana del amor romántico en el mundo occidental enfatizó la asociación persistente entre obstáculos o dificultades graves y la intensidad de amor, como en Romeo y Julieta de Shakespeare. En 1972, Richard Driscoll, junto con Keith Davis y Milton Lipetz, publicó resultados de un estudio longitudinal en las relaciones que sugieren una verdad subyacente a las impresiones populares. La búsqueda sugiere que la interferencia parental en una relación de amor puede intensificar los sentimientos de amor romántico entre los miembros de la pareja, al menos por un breve lapso de tiempo. El estudio entrevistó 140 parejas, casadas y no casadas, vía cuestionarios y encuestas. Las parejas se unieron el estudio para obtener más conocimiento sobre el estado de su afiliación romántica. Los investigadores midieron sentimientos sobre el cónyuge, sobre su amor percibido, confianza del cónyuge, necesidad, e interferencia parental. Las parejas completaron esto en una primera sesión y entonces, alrededor seis meses a un año más tarde, completaron sesiones idénticas de encuestas para ver cómo sus relaciones persistieron los meses anteriores. Aproximadamente el 80% de los participantes originales completaron la segunda sesión. Sólo una porción pequeña de la muestra original había terminado sus relaciones o se divorciaron. En los resultados del estudio general, se encontró que hay un aumento en los índices de amor hacia la pareja y también en la interferencia parental. La interferencia pareció tener otros efectos de frustración, ya que también se asoció con la disminución de la confianza, aumento de la criticidad, y un aumento en la frecuencia de comportamientos negativos y molestos.

## Desarrollo subsiguiente
Desde los hallazgos originales de Driscoll, estudios han intentado encontrar respaldo de la investigación original. A pesar de que ninguna replicación exacta del estudio primario ha sido realizada, muchos investigadores se han concentrado en el tema considerando la interferencia de relación y estabilidad de relación. 
En 1983, Malcolm Parques condujo un estudio para determinar influencias de compañeros y familias en la participación de la relación, el cual mostró poco o ningún respaldo de la investigación anterior de Driscoll. La oposición de la familia de la pareja no se vio asociada con una mayor dependencia emocional. Estos hallazgos estableciaron el camino para muchos otros estudios en la intervención romántica y  la intervención de sistemas de apoyo y aprobación.

## Investigación contemporánea
En años recientes, mucha más atención se ha puesto en el tema. En 2001, Diane Felmlee encontró hallazgos similares al estudio de Malcolm Parque. Por ejemplo, percepciones de aprobación de los amigos del individuo y la aprobación de los miembros de la familia de una pareja reduce la posibilidad de que una relación acabará.
El estudio de Susan Sprecher proveyó más información sobre el tema de la influencia de redes sociales en las relaciones. Encontró que los individuos de una red social creyeron que sus opiniones personales, sean de aprobación u oposición, afectó las relaciones románticas, las cuales antes habían reconocido que estaban en sus redes sociales.
H. Colleen Sinclair encontró que la aprobación o desaprobación de los amigos tuvieron un efecto grande en la percepción de los participantes de una pareja potencial. De modo parecido a los estudios anteriormente discutidos, Sinclair y sus colegas  no encontraron respaldo significativo para el efecto Romeo y Julieta.

## Conclusión
El efecto Romeo y Julieta, a pesar de que encontró apoyo a través de una investigación temprana, en los años recientes ha ganado poco respaldo. Las redes sociales, no solo las opiniones parentales, tiene un efecto en una relación, pero efectos diferentes a los Driscoll afirmó. La aprobación parental y de las redes sociales aumenta en gran medida la estabilidad y duración de la relación, pero la desaprobación puede afectar mucho la duración o el resultado de una relación de pareja.